# Reach the Sky
Reach the Sky — американская панк-рок и хардкор группа из Бостона. Группа была основана в 1997 году. В 1999 году они выпустили два EP и дебютный полноформатный альбом So Far From Home на Victory Records. В 2002 году их дебютный EP переиздан с бонус-треками. Они распались в 2003 году. В 2009 году они вновь начали существовать с несколько другим составом: Ян, Стю, Боб и Зак Иордании Бейн.

## Состав группы
- Крис Часс — гитара. Участник группы Rise Against (2004—2006)
- Брендан «Stuuuuu» Магуайр — бас гитара,
- Боб Махони — барабаны
- Ян Ларраби — вокал
- Дэн Таммик — бас

## Дискография
- Open Roads and Broken Dreams EP (East Coast Empire, 1999)
- Everybody’s Hero EP (Victory Records, 1999)
- So Far From Home (Victory, 1999)
- Split 7" with Buried Alive (Indecision Records, 2000)
- Friends, Lies, and the End of the World (Victory, 2001)
- Open Roads and Broken Dreams EP, reissue with bonus tracks (Deathwish Inc., 2002)
- Transient Hearts EP (Victory, 2002)